# Pimenta Bueno
Pimenta Bueno is een gemeente in de Braziliaanse deelstaat Rondônia. De gemeente telt 36.881 inwoners (schatting 2020).

## Aangrenzende gemeenten
De gemeente grenst aan Cacoal, Chupinguaia, Espigão d'Oeste, Parecis, Primavera de Rondônia, Rolim de Moura, São Felipe d'Oeste en Vilhena.